# 에란
에란은 인도 마디아프라데시주의 사가르구에 위치한 고대 도시이자 고고학 유적지이다. 이곳에서 발굴된 다양한 동전들이 증명하듯이, 이곳은 인도 왕조들의 고대 조폐국 중 하나였다. 이 유적지에는 5세기와 6세기 굽타 시대의 사원과 기념물들이 있으며, 특히 조각상 몸에 현자와 학자들이 묘사된 거대한 돌멧돼지가 있다. 에란에서 발견된 비문들은 굽타 제국 역사의 연대기를 재구성하는 데 중요하다. 에란 또는 에라키나는 굽타 제국의 행정 구역이었던 에라키나('아이리키나') 프라데샤 또는 아이르키나 비샤야의 주도였다.

## 어원
에란(산스크리트어: ऐरण), 에라카이나, 에라칸야 또는 에라키나(비문에 언급됨)의 고대 이름; 아이리키나(산스크리트어: ऐरिकिण, 사무드라굽타 비문에 언급됨) 또는 에리키나(토라마나 비문에 언급됨)는 에라카에서 유래했다. 에라카라는 단어는 아마도 에란에서 풍부하게 자라는 코끼리 부들(학명 Typha elephantina)이라고 흔히 불리는 키 큰 풀을 의미할 것이다.

## 위치

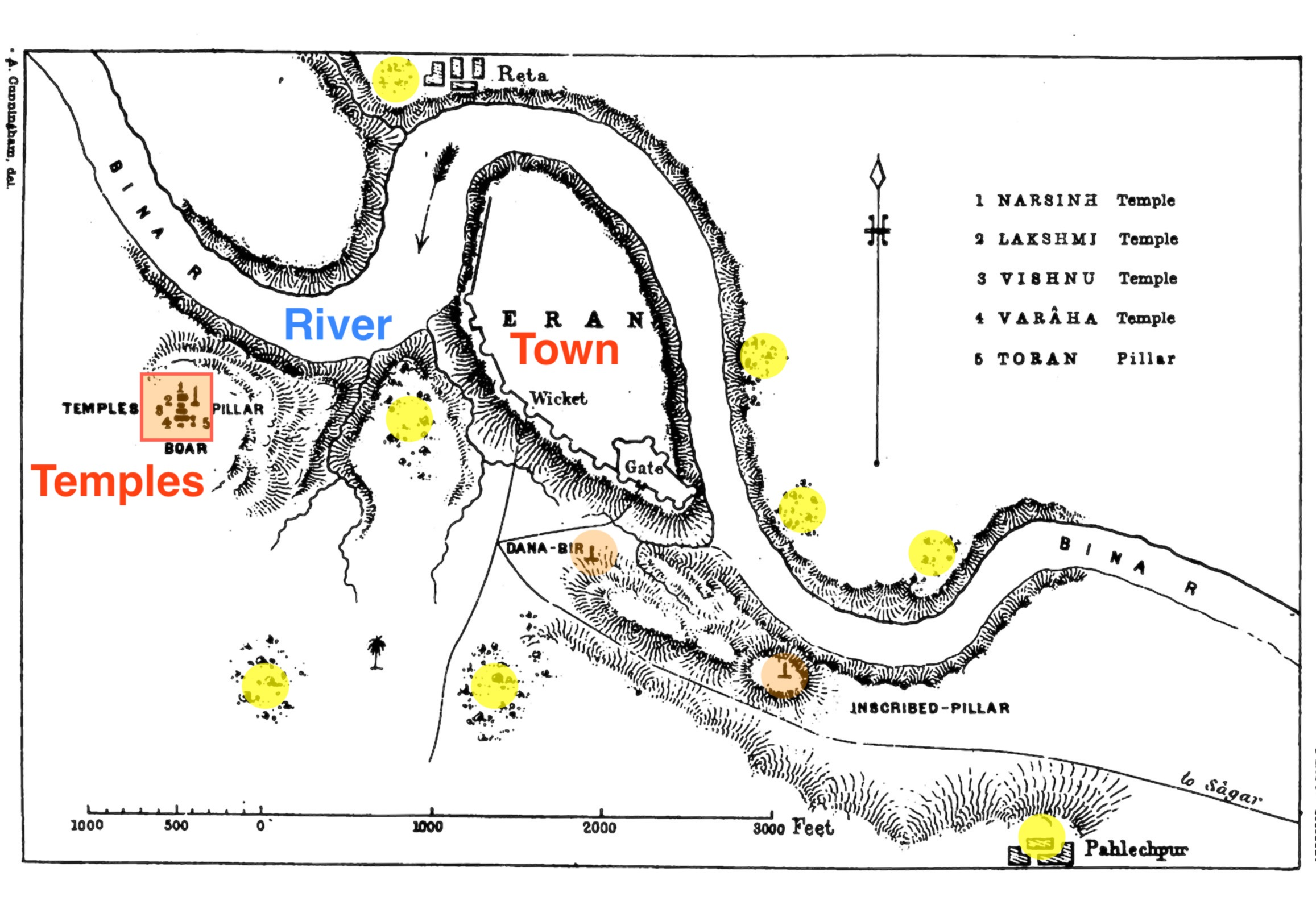
에란 고고학 유적지 지도, 1880년 스케치

에란은 마디아프라데시주의 비나강 남쪽 강둑에 위치한다. 고대 비디샤-산치-우다야기리 유적지에서 북북동쪽으로 약 100 킬로미터 (62 mi), 사가르에서 서북서쪽으로 약 80 킬로미터 (50 mi), 보팔에서 북동쪽으로 약 160 킬로미터 (99 mi) 떨어져 있다. 유적지에서 강은 거꾸로 된 "U"자 모양으로 구부러져 세 면이 물로 둘러싸여 있으며, 커닝엄은 이 때문에 "힌두 도시들이 매우 선호하는 위치"라고 언급했다. 지형은 숲이 우거지고 언덕이 많으며, 높은 지대가 에란 마을의 남쪽을 가려준다.

## 역사
에란은 고대 도시로, 불교 및 힌두교 문헌, 고대 동전, 산치와 같은 인근 및 먼 유적지의 비문에서 에라카이나 또는 에라칸야로 언급된다. 현재는 많은 흙무더기들에 둘러싸인 작은 마을이며, 이는 과거의 고고학적 유적일 가능성이 높다. 에란 근처의 고고학 유적지에서는 여러 굽타 제국 시대의 비문이 발견되었다. 에란 마을에는 고고학 유물 컬렉션을 소장한 박물관이 있다. 사티(과부의 분신)의 첫 번째 비문 증거는 에란의 바누굽타 비문(510년)에서 발견되었다.

## 고고학
에란 유적지에서 다음과 같은 문화 시퀀스가 발굴 및 탄소 연대 측정되었다.
제1기: 금석병용 시대(기원전 1800년-기원전 700년)
제2기: 초기 역사 시대(기원전 700년-기원전 2세기)
제2B기: 기원전 2세기 - 기원후 1세기
제3기: 1세기 - 기원후 600년
제4기: 중세 후기(16세기 - 18세기)

## 묘사

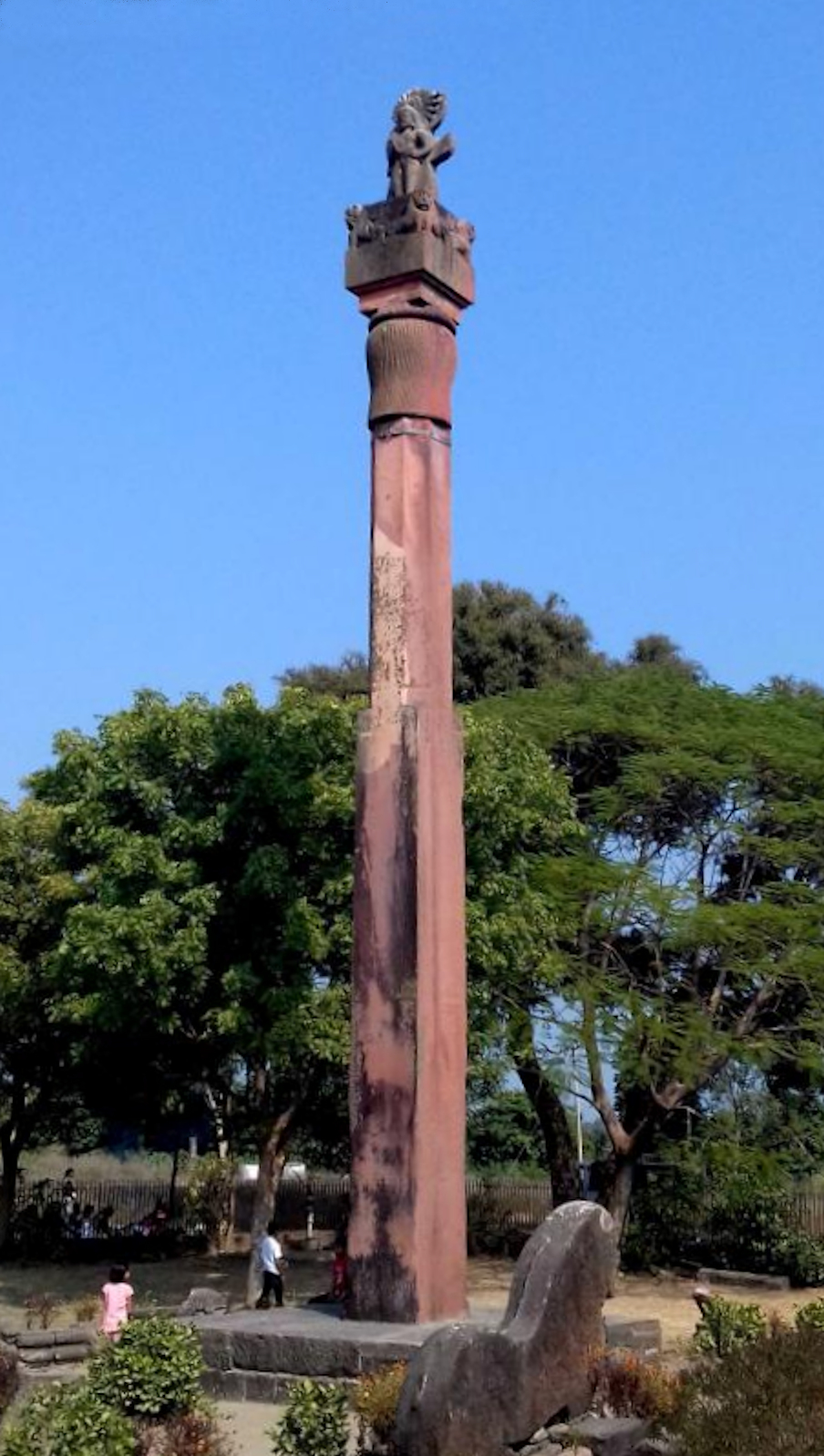
에란의 부다굽타 기둥(기원후 476-495년경), 비슈누의 또 다른 이름인 자나르다나를 기리기 위해 세워졌다. 꼭대기에는 가루다의 이중 조각상이 있으며, 손에 뱀을 들고 머리 뒤에는 차크라 바퀴가 있다.

이 단지는 원래 바수데바와 상카르샤나에게 봉헌된 쌍둥이 사원으로 구성되어 있었고, 13미터 높이의 가루다 기둥으로 보호되었다.

### 사원
에란 마을 서쪽에는 고대 힌두교 사원들이 모여 있다. 이 사원들은 동쪽이나 다른 주요 방위와 정렬되어 있지 않고, 76도, 즉 동쪽에서 북쪽으로 약 14도 비틀어져 있다. 이는 이 사원들이 굽타 시대에 건설되었음을 시사한다. 커닝엄에 따르면, 모든 사원과 다른 굽타 시대 힌두교 사원 유적지에서 이러한 의도적인 방향 변경은 한 삭샤트라(하루 동안의 달 움직임) 또는 360도의 27분의 1에 맞추기 위한 것일 수 있다.
모든 사원은 직사각형 또는 정사각형 평면을 가지고 있으며 일렬로 늘어서 있다.

#### 기둥
기둥: 사원들 줄의 정확히 75 피트 (23 m) 앞에 있다. 43 피트 (13 m) 높이의 거석 기둥은 13 피트 (4.0 m) 폭의 정사각형 받침대 위에 서 있다. 기둥의 아래 20 피트 (6.1 m)는 정사각형 단면(2.85피트 폭)이고, 다음 8 피트 (2.4 m)는 팔각형이다. 그 위에는 3.5 피트 (1.1 m) 높이와 3 피트 (0.91 m) 지름의 갈대 모양 종형 주두가 있다. 주두 위에는 1.5 피트 (0.46 m) 높이의 주판, 그 다음 3 피트 (0.91 m)의 정육면체, 그리고 마지막으로 손에 뱀을 들고 머리 뒤에 차크라 바퀴가 있는 5 피트 (1.5 m) 높이의 이중 가루다 조각상이 있다. 비슈누의 바하나인 가루다는 두 사람이 융합되어 등을 공유하며 각각 180도 공간을 바라보고 있는 모습으로 묘사되어 있다. 한 사람은 사원 쪽을, 다른 한 사람은 마을 쪽을 바라본다. 받침대 근처, 사원 쪽을 향하는 면에는 산스크리트어 비문이 있다. 이 비문에는 165년과 힌두 달력의 아샤다월이 언급되어 있으며, 비슈누-자나르다나에게 봉헌되었다. 굽타 연도 165는 기둥이 기원후 484/485년에 봉헌되었음을 의미한다. 이 기둥은 때때로 부다굽타 기둥 또는 비마 기둥으로 불린다.

#### 바라하 사원
가장 특이하고 주목할 만한 사원은 비슈누의 바라하 아바타라에 봉헌된 것이다. 일반적으로 바라하는 힌두교 사원에서 인간-멧돼지 아바타라로 표현된다. 에란에서는 바라하 전설의 거대한 동물 형태의 표현인데, 캐서린 베커는 이를 "도상학적 혁신"이라고 부른다.
멧돼지는 돌로 만들어졌지만, 표면의 복잡한 조각, 오른쪽 엄니에 매달린 여신, 비문 및 기타 세부 사항들이 이 조각상을 상징적인 서사로 만든다. 에란 유적지는 폐허가 되었지만, 이 유적지가 훨씬 더 복잡하고 발달된 형태였다는 것을 시사하는 충분한 잔해가 남아 있다. 현재 멧돼지는 야외에 서 있지만, 그 주변의 기초와 그루터기는 그 주위에 벽과 만다파가 있어 완전한 사원을 이루었음을 확인시켜 준다. 학자들은 사원의 형태가 어떠했을지에 대해 논쟁하고 있다. 체계적인 보고서를 처음 작성한 커닝엄은 직사각형 신전을 제안했다. 이후 캐서린 베커와 같은 학자들은 그것이 아마도 더 컸을 것이며, 카주라호의 바라하 신전과 더 유사했을 것이라고 제안한다.
거대한 바라하

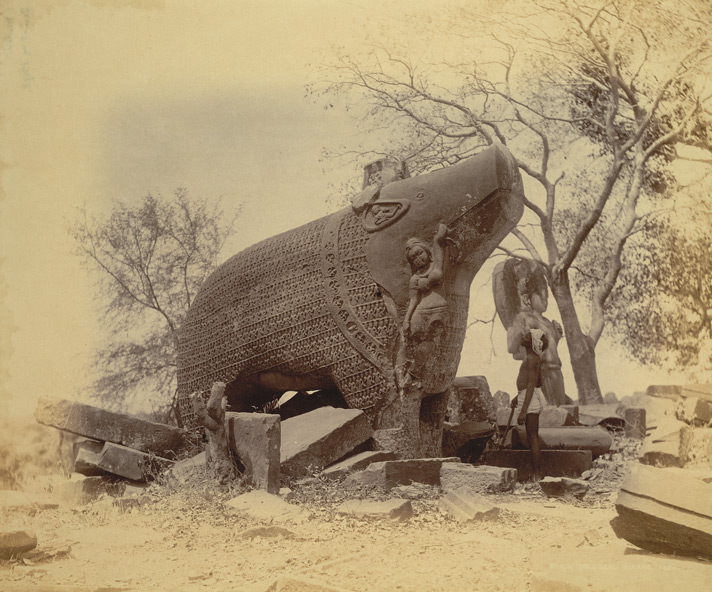
19세기 후반의 에란 바라하 멧돼지 조각상 유적, 멧돼지 몸체의 부조를 보여준다.

에란의 거대한 바라하는 비슈누 아바타라인 바라하의 가장 초기에 알려진 완전한 동물 형태의 도상이다. 묘사된 장면은 바라하가 억압적인 악마 히란야크샤를 성공적으로 죽이고, 여신 대지(프리트비, 부데비)를 찾아 구해내어 안전하게 돌아온 모습이다. 에란 바라하 조각상은 여러 가지 이유로 중요하다.
- 이것은 비슈누파와 비슈누 아바타라 전설의 중요성과 인기를 보여준다.
- 조각상에는 멧돼지의 오른쪽 엄니에 매달린 여신 대지가 포함되어 있다. 그녀는 깔끔한 머리 묶음과 보석으로 장식된 터번을 쓰고 있으며, 얼굴은 차분하다.
- 바닥은 뱀과 해양 생물로 바다를 묘사하도록 조각되어 있으며, 이는 다르마 전설을 공격하는 억압적인 악마를 상기시킨다.
- 바라하의 몸에는 힌두교의 현자와 성인들이 새겨져 있는데, 그들의 단순한 의복, 뾰족한 수염, 산야시처럼 묶은 머리로 식별된다. 그들은 한 손에는 카만달루 물 항아리를 들고 다른 손으로는 요가 무드라를 취하고 있는데, 이는 억압적인 악마 히란야크샤의 공격을 받을 때 지식의 보호와 신의 자비를 상징한다.
- 바라하의 혀가 살짝 튀어나와 있는데, 그 위에는 작은 여신이 서 있으며, 이는 사라스바티(또는 베다 여신 바크)로 해석된다.[14]
- 귀에는 천상의 음악가들이 묘사되어 있다.
- 어깨와 목에는 둥근 화환을 두르고 있는데, 이들은 5세기 천문학에서 밤하늘을 별자리로 나누기 위해 사용했던 28개의 주요 별과 일치한다. 각 둥근 부분에는 남녀 인물들의 미니어처 조각이 있다.
- 예술가들은 멧돼지의 이빨을 인간처럼 만들었고, 눈 또한 연민을 묘사하도록 만들었다.
- 앞가슴에는 토라마나 비문이 있는데, 이는 후나족이 북서부를 침략하여 굽타 제국의 권위를 전복시켰으며, 6세기 초에 북서부와 중앙 인도를 잠시 통치하기 시작했음을 확인시켜 준다.
- 비문 아래에는 더 많은 힌두 현자들이 있으며, 더 아래에는 바라하의 본질적인 정체성을 명시적으로 연결하기 위한 인간 형상의 비슈누 조각상이었을 것으로 추정되는 파괴된 파편이 있다고 베커는 말한다.[14]

사원은 디야나비슈누 왕에 의해 건설되었다. 커닝엄과 다른 사람들은 이 사원이 자연적 침식보다는 어느 시점에 파괴되었음을 시사하는 파손된 기둥들과 함께 폐허가 된 상태로 발견했다. 멧돼지는 서 있었다. 길이는 13.83 피트 (4.22 m), 높이는 11.17 피트 (3.40 m), 폭은 5.125 피트 (1.562 m)이다. 그것은 성소 안에 있었다. 커닝엄은 그가 본 기둥들의 유적 때문에 그 앞에 만다파도 있었다고 말한다. 그는 "힌두 장식 예술의 놀랍도록 훌륭한 표본"이었던 조각된 10피트 높이의 기둥 두 개를 발견했다.
현재 바라하 플랫폼에서 약 33 피트 (10 m) 앞에 또 다른 돌이 있는데, 6피트 x 3.5피트 크기이다. 사원 배열과 일치하며 땅에 박혀 있다. 그 위에는 해독되지 않은 큰 조개 문양 비문이 있다. 이것은 아마도 원래 사원의 입구를 형성했던 돌일 것이다. 이 입구 돌에서 약 15 피트 (4.6 m) 앞에는 토라나(힌두교 아치형 문)의 파괴된 잔해가 있다. 문 기둥은 부러졌지만, 그 중 하나는 살아남아 장식되어 있다(도면에서 "G"). 커닝엄은 부러진 기둥 부분을 찾았지만, 몇 개의 부러진 조각상만 발견했고 대부분의 토라나 기둥은 사라졌다.
바라하 사원 유적 옆에는 두 개의 테라스가 있는데, 하나는 남쪽에 있는 13 피트 (4.0 m) 폭의 정사각형이고, 다른 하나는 13.5 피트 (4.1 m) x 9.25 피트 (2.82 m)이다. 이들 또한 사원이었을 가능성이 높지만, 현재는 소실되었다.

#### 비슈누 사원
비슈누 사원은 바라하 사원 북쪽에 있다. 이곳에는 13.17 피트 (4.01 m) 높이의 손상된 거대한 비슈누 조각상이 있다. 이 사원도 대부분 폐허가 되었지만, 성소, 만다파, 그리고 힌두교 사원의 모든 요소가 있었던 흔적이 보인다. 바라하 사원과 마찬가지로 비슈누 사원에도 복잡하게 조각된 기둥들이 있었지만, 디자인은 달랐다. 성소 앞 문설주 일부는 살아남았는데, 이곳에는 전통적인 강 여신인 강가와 야무나가 성소 입구를 에워싸고 있는 모습이 보인다. 하지만 이들은 후기 굽타 시대 사원들처럼 바닥에 더 가깝게 위치해 있다. 커닝엄은 이 사원이 아마도 5세기 또는 6세기에, 인접한 초기 굽타 시대 바라하 사원보다 2~3세기 후에 지어졌을 것으로 추정했다. 커닝엄은 입구의 잔해가 "호화롭게 장식되어" 있으며, 남아있는 부조들은 일상생활과 통과의례 장면을 보여준다고 썼다. 사원 근처에는 대문과 다른 기념물들의 유적이 있는데, 그 중 하나는 바마나 사원이었을 가능성이 높다. 커닝엄에 따르면, 작은 사당 기념물 중 하나에는 그가 에란 마을에서 발견한 인간-멧돼지 조각상이 있었다.

#### 나라심하 사원
나라심하 사원은 이 그룹에서 가장 북쪽에 위치한 실질적인 유적이지만, 커닝엄의 발굴에 따르면 추가적인 사원들이 있었다. 나라심하 사원은 12.5피트 x 8.75피트 크기의 단일 방이었고, 앞에 네 기둥으로 된 만다파가 있었다. 이 기둥들은 현재 사라졌지만, 주춧돌의 잔해는 한때 기둥들이 있었다는 것을 확인시켜 준다. 유적지에서 발견된 부러진 기둥들과 남아있는 주춧돌의 형태가 일치하는 것을 보면, 기둥들이 복잡하게 조각되어 있었음을 알 수 있다. 성소에는 비슈누의 인간-사자 아바타라인 7 피트 (2.1 m) 높이의 나라심하 조각상이 있었다.

#### 하누만 사원
기원후 약 750년경의 하누만 옛 사원.

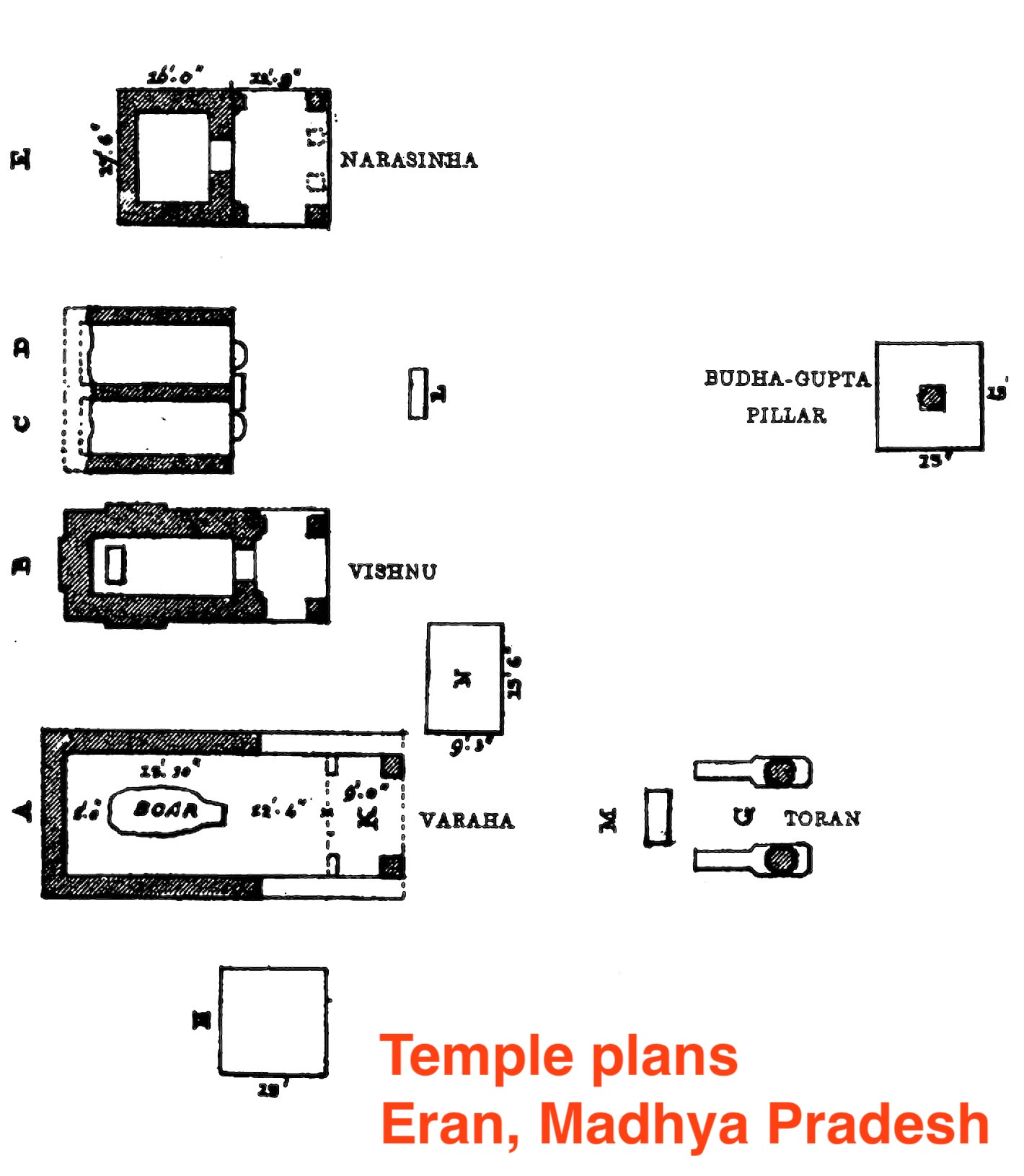
사원 평면도
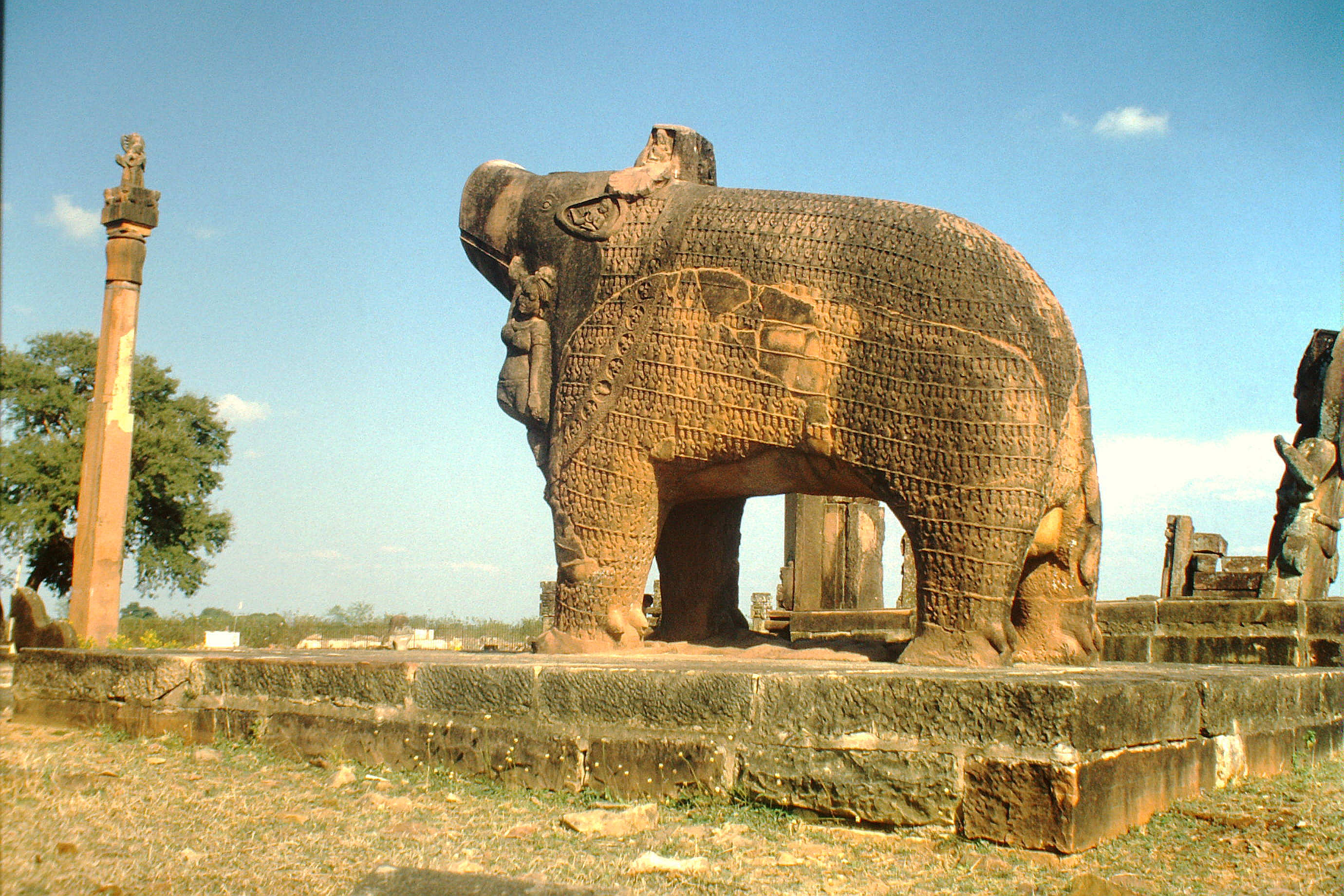
돌 멧돼지 조각상의 몸체에는 현자와 학자들의 조각이 새겨져 있다.

### 동전
에란은 비디샤, 우자인, 트리푸리와 함께 인도 왕국들의 고대 주화 주조소 중 하나였을 것이다. 기원전 1천년기 마지막 수세기부터 7세기까지 다양한 양식, 모양, 비문을 가진 수많은 고대 동전들이 이곳에서 발견되었다. 이곳에서 발견된 3,000개 이상의 동전은 기원전 300년에서 기원후 100년 사이의 것으로 추정된다. 정사각형 동전은 에란의 특산품이었으며, 발굴된 유물 중에서 지배적이다. 브라운에 따르면, 고대 에라키나 또는 에란 주조소는 "펀치 마크 동전"보다 훨씬 더 완벽한 동전 제작 기술인 "다이-메소드"를 혁신하여 차별화되었다. 19세기 후반의 고고학자 커닝엄은 "에란의 구리 동전은 그가 인도 전역에서 발견한 것 중 가장 훌륭한 표본"이며, "옛 인도 화폐 중 가장 크고 가장 작은 표본을 제시하는 점에서도 주목할 만하다"고 말했다. 가장 큰 동전은 직경 약 1.1 인치 (28 mm), 가장 작은 동전은 직경 약 0.2 인치 (5.1 mm)이다. 커닝엄은 발견된 동전을 네 가지로 분류했다.
1. 펀치 마크 동전
2. 주조 동전
3. 주조된 동전
4. 새겨진 동전

동전의 일반적인 모티프는 물을 뿌리는 듯이 두 마리의 코끼리가 옆에 있는 여신 락슈미, 말, 코끼리, 황소, 나무(아마도 보리수), 꽃(특히 연꽃), 스와스티카, 강, 다르마차크라와 트라이라트나 같은 불교 상징, 삼각형을 포함한다. 거의 모든 동전에는 커닝엄이 언급한, 네 부분에 원이 있는 십자가로 구성된 특이한 상징이 나타난다.
에란에서 발견된 동전 중에는 브라흐미 문자로 담마팔라(Dharmapala)라는 이름이 새겨진 것이 있다. 이 구리 동전은 현재 런던의 영국 박물관에 전시되어 있다. 커닝엄은 1891년에 이것이 인도에서 가장 초기에 새겨진 동전 중 하나라고 언급했다. 고문서학적 근거로 이 동전은 기원전 3세기 후반으로 추정된다. 같은 시기로 추정되는 다른 통치자 "인드라굽타(Indragupta)"의 이름이 새겨진 원형 납 조각도 에란에서 발견되었다. 브라흐미 문자로 '에라칸야(Erakannya)' 또는 '에라카나(Erakana)'라는 이름이 새겨진 여러 구리 동전도 에란에서 발견되었다. 커닝엄은 강 상징이 마을이 위치한 비나강을 나타낸다고 제안했다. 그는 또한 동전의 반원이 옛 에란 마을을 나타내며, 아마도 그런 모양이었을 것이라고 추측했다.
기원전 3세기의 에란 청동 주화는 타밀나두주의 코임바토르 지역 술루르에서 발굴 중 발견되었다.

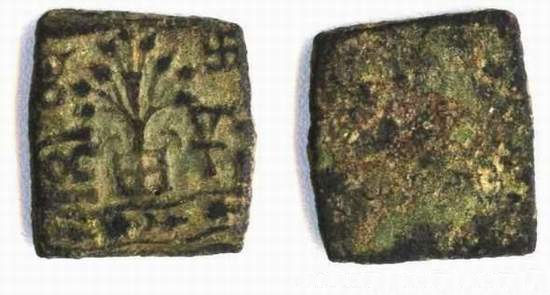
에란 비디샤 동전.
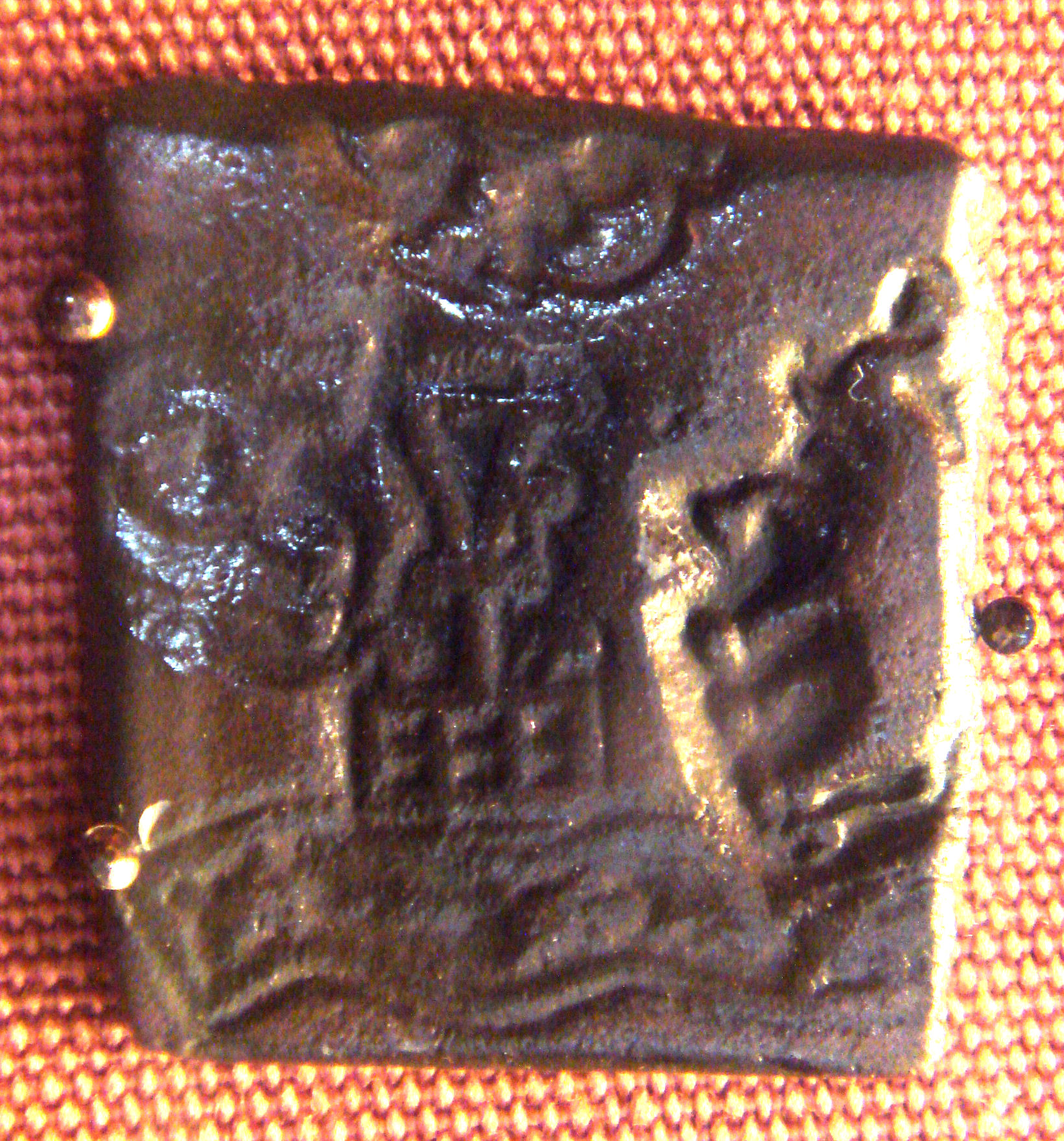
에란 동전(기원전 2세기).

### 비문

#### 스리다라바르만의 비문 (기원후 350년경)
기원후 339-368년경 중앙 인도를 통치했던 사카 (인도-스키타이) 왕 스리다라바르만은 에란에 있는 작은 기둥에 그의 나가 군 사령관과 함께 비문을 새겼다. 바누굽타는 나중에 기원후 510년경 같은 기둥에 자신의 비문을 썼다.
스리다라바르만의 비문은 연대기적으로 굽타 제국의 사무드라굽타 (재위 336-380년)의 기념물과 비문에 이어지는 것으로 보인다. 사무드라굽타는 "자신의 명성을 높이기 위해" 세워졌으며, 서방 원정에서 스리다라바르만을 축출했을 수도 있다.

#### 사무드라굽타의 비문

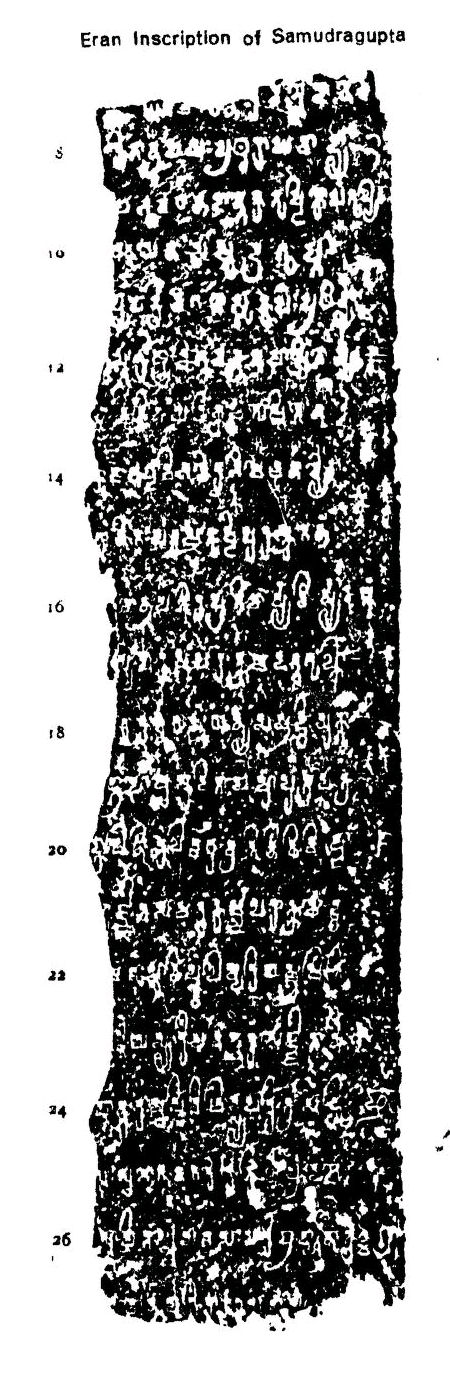
사무드라굽타의 에란 비문.

사무드라굽타(336-380년)의 에란 비문은 현재 콜카타의 인도 박물관에 보관되어 있다. 붉은 사암으로 된 이 비문은 파괴된 멧돼지 사원 서쪽에서 멀지 않은 곳에서 발견되었다. 손상되어 비문의 많은 부분이 사라졌지만, 커닝엄에 따르면 이것은 중요한 발견이었다. 왜냐하면 여기에 적어도 "2, 3, 4, 5, 6, 7"이 보존된 숫자 문자가 있기 때문이다.

#### 부다굽타의 비문 (기원후 484-485년)

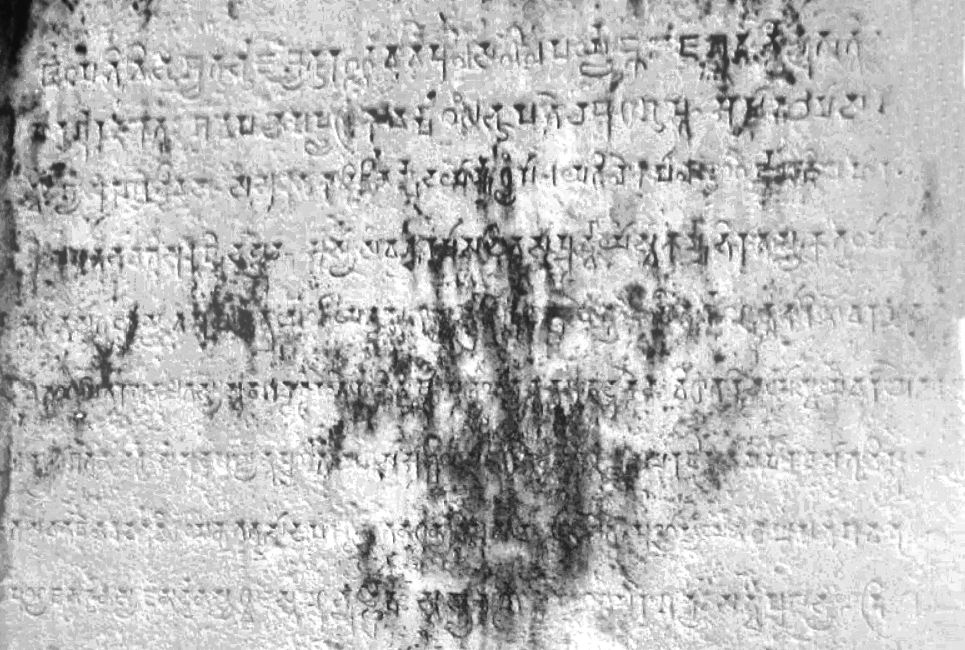
에란의 부다굽타 기둥 비문.

부다굽타 비문은 기원후 484-485년으로 추정된다. 비슈누파 비문이다. 굽타 왕국이 칼린디 강에서 나르마다 강까지 뻗어 있었으며, 이 비문은 비슈누의 다른 이름인 자나르다나를 기리기 위해 기둥을 세운 것을 기념한다고 묘사한다.

#### 토라마나의 비문 (기원후 500년경)
토라마나의 에란 멧돼지 비문은 산스크리트어 8줄로 된 돌 비문으로, 처음 세 줄은 운율을 이루고 나머지는 산문이며, 북인도 문자로 쓰여 있다. 높이 11 피트 (3.4 m)의 독립형 붉은 사암 멧돼지 조각상(비슈누 아바타라의 동물 형상 도상)의 가슴에 새겨져 있으며, 6세기경으로 추정된다. 이 비문은 알혼족의 왕인 토라마나가 말와를 통치하고("땅을 다스리며") 다냐비슈누가 나라야나(비슈누)에게 돌 사원을 봉헌하는 것을 기록하고 있다.

#### 바누굽타의 비문 (기원후 510년)

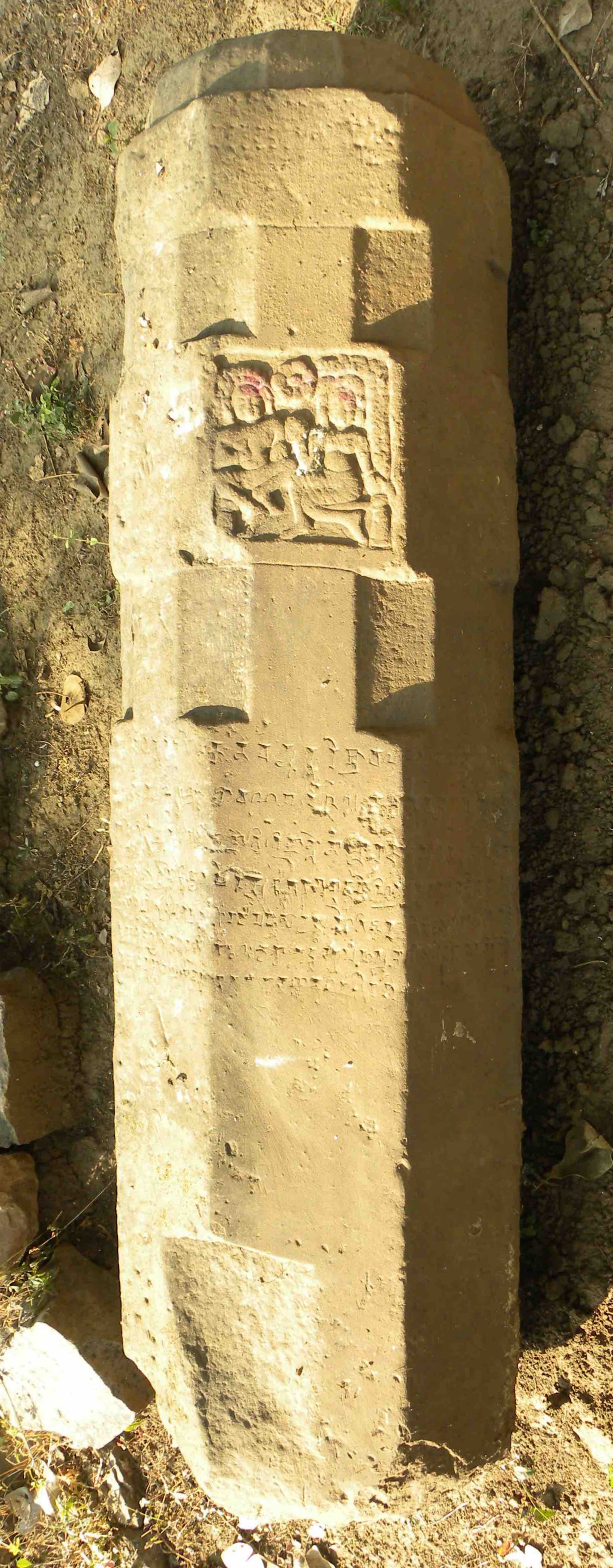
스리다라바르만 기둥의 뒷면에 새겨진 고파라자의 에란 비문. 고파라자와 그의 아내의 모습으로 추정된다.

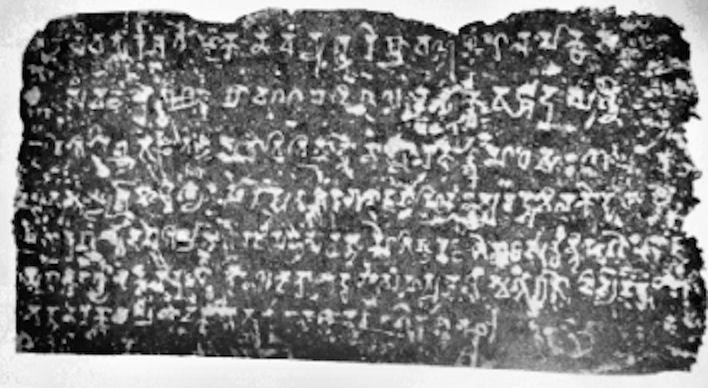
바누굽타의 에란 석조 기둥 비문.

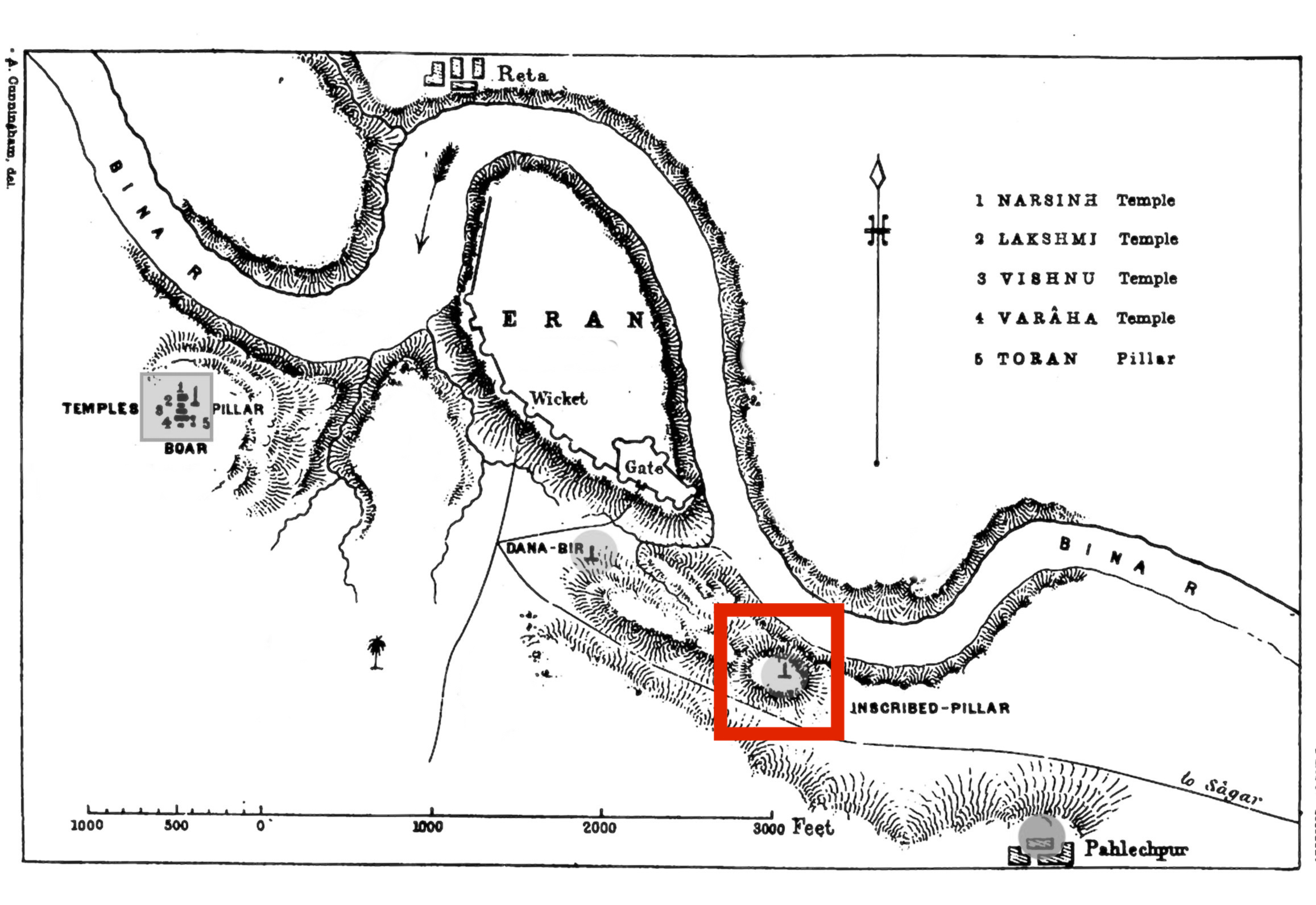
스리다라바르만의 비문(기원후 350년경)과 바누굽타의 비문(기원후 510년)이 있는 스리다라바르만 기둥의 위치. 좌표:

네 번째 비문은 심하게 손상되었지만 중요하다. 이 비문은 바누굽타를 언급하며 스리다라바르만 기둥의 뒷면에 새겨져 있다. 또한 달력 체계를 언급하지 않고 191년에 족장 또는 귀족 고파라자가 전투에서 사망한 것을 언급한다. 이는 일반적으로 굽타 시대 191년, 즉 기원후 510년으로 받아들여진다. 또한 고파라자의 화장과 그의 아내가 장례 화장대에서 자신을 화장한 것을 언급한다. 셸랏은 이것이 사티의 가장 초기에 기록된 사례 중 하나라고 말한다. 커닝엄은 이 바누굽타-고파라자 비문에 대해 언급하지 않았지만, 자신이 발견한 세 개의 사티 돌에 대해서는 언급했고, 그가 발견한 가장 초기의 사티 돌 기념물은 삼밧 1361년(기원후 1304년)의 것이라고 말했다. 바누굽타 비문은 사티 또는 동등한 단어를 사용하지 않았으며, 이 비문은 첫 판본에서 플릿에 의해 보간되었고, 나중에 두 번째 판본에서 수정되었다.

7행 (실제 남아있는 비문): bhakt=anurakta cha priya cha kanta bhr=alag=anugat=agirsim

7행 (플릿의 보간): bhakt=anurakta ch priya cha kanta bh[a]r[y]=a[va]lag[n]=anugat=ag[n]ir[a]sim

플릿의 번역 (1판): 그리고 (그의) 헌신적이고, 애착이 강하며, 사랑스럽고 아름다운 아내는 밀접하게 동반하여 장례 화장대에 그와 함께했다.

플릿의 번역 (2판): 그리고 (그의) 헌신적이고, 애착이 강하며, 사랑스럽고 아름다운 아내는 (그에게) 매달려 불더미(장례 화장대) 속으로 들어갔다.

에란 유적지에서는 추가적인 사티 돌이 발굴되었다. 알렉산더 커닝엄은 1874-1875년 고고학 조사 보고서에서 에란 유적지 및 강 건너 마을을 포함하여 세 개의 비문이 있는 사티 돌을 언급했다. 그는 비문을 바탕으로 첫 번째 돌은 만두가르-두르그와 찬데리의 술탄 마흐무드 킬치 통치 시기, 두 번째 돌은 1664년 파티사히 사히 자한 통치 시기(커닝엄은 그를 샤 자한 궁정의 자기르이자 귀족으로 추측), 세 번째 돌은 1774년 판디트 발완트 라우 고빈드와 발라지 투카 데바 통치 시기로 추정했다.

## 같이 보기
- 파타이니 사원

## 참고 문헌
- Bajpai, Krishnadutta D. (1967). 《Sagar Through the Ages》. New Delhi.
- Bajpai, Krishnadutta D. (1996). 《Indian Numismatic Studies》. New Delhi.
- Bajpai, Krishnadutta D. (2003).  S. K. Bajpai, 편집. 《Indological Researches in India: Selected Works of Prof. K. D. Bajpai》. Delhi: Eastern Book Linkers. ISBN 81-7854-025-8.
- Fleet, J. F. (1888). 《Corpus Inscriptionum Indicarum》 3. Calcutta: Government of India, Central Publications Branch.  이 문서는 퍼블릭 도메인 출처의 본문을 포함합니다.
- Chadhar, Mohan Lal. (2016). 《Eran: Ek Sasnkritik Dharohar》. Aayu Publication, Delhi. ISBN 978-93-85161-26-1.